# Championnat de France de rugby à XV 1942-1943
Navigation
1938-1939 1943-1944
Le championnat de France de rugby à XV de première division 1942-1943 est remporté par l'Aviron bayonnais qui bat le SU Agen en finale.

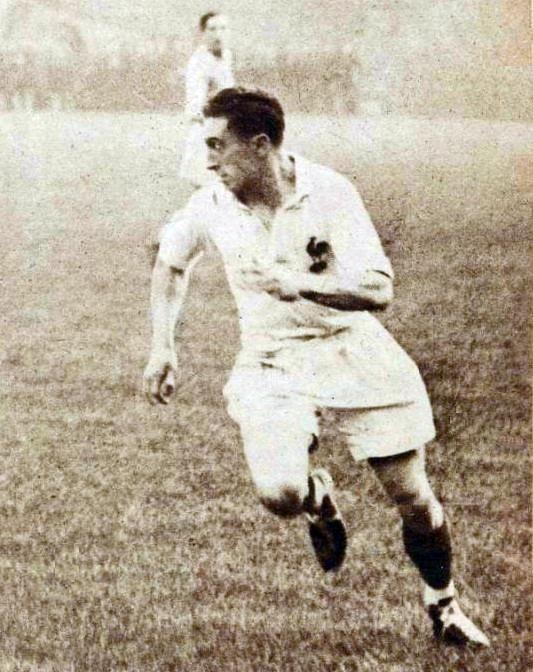
Maurice Celhay en action, un des nombreux internationaux de l'Aviron bayonnais remporte le championnat de France 1943.

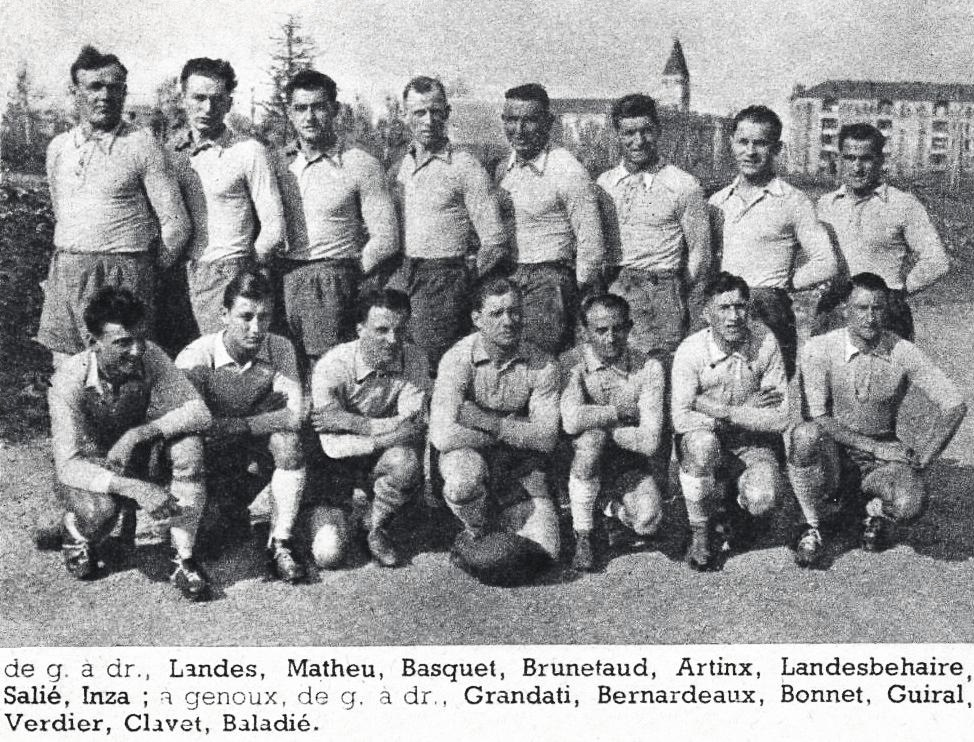
L'équipe finaliste du championnat en mars 1943.

Après trois saisons de compétitions non officielles, la FFR décide, le 5 juin 1942, de rétablir le championnat de France. Le championnat est disputé par quarante clubs de la zone occupée et cinquante cinq clubs de la zone non occupée. Après l'invasion de la zone non occupée par les Allemands en novembre 1942, la Fédération changea les appellations en zone nord et zone sud. La finale est disputée entre l'Aviron bayonnais et le SU Agen qui ont remporté respectivement les compétitions des zones nord et sud.

## Contexte
La Coupe de France de rugby à XV est remportée par le SU Agen qui bat le SBUC en finale 11-4.

## Phase de poules
- Zone occupée ou Zone nord
  - 8 poules de cinq clubs. Les premiers de chaque poule sont qualifiés pour les quarts de finale de zone.

- Zone libre ou Zone sud
  - 11 poules de cinq clubs. Les premiers de chaque poule ainsi que les cinq meilleurs deuxièmes sont qualifiés pour les huitièmes de finale de zone.

### Centre Sud

#### Poule 1
- US Fumel
- US Montauban
- CA Brive
- Castres olympique
- Stade toulousain

#### Poule 2
- SC Decazeville
- US Foix
- Toulouse OEC
- USA Limoges
- SC Albi

#### Poule 3
- SU Agen
- US Bergerac
- FC Lourdes
- SC Tulle
- CO Périgueux-Ouest

#### Poule 4
- SA Mauléon
- FC Oloron
- RCA Toulouse
- AS Tarbes
- Section paloise

#### Poule 5
- US Villeneuve XV
- Saint-Girons SC
- CA Périgueux
- US Marmande
- Stadoceste tarbais

### Centre Lyonnais

#### Poule 1
- Stade montluçonnais
- Stade aurillacois
- AS Bortoise
- RC Vichy
- AS Montferrand

#### Poule 2
- FC Grenoble
- US Bressane
- AS Roanne
- Stade clermontois
- FC Lyon

#### Poule 3
- CS Vienne
- Valence sportif
- Lyon OU
- US Romans
- AS Mâcon

### Centre Méditerranée

#### Poule 1
- AS Carcassonne
- SO Millau
- SO Avignon
- Olympique de Marseille
- USA Perpignan

#### Poule 2
- AS Béziers
- RC Narbonne
- RC Catalan
- US Thuir
- SU Cavaillon

#### Poule 3
- RRC Nice
- Pézenas
- USO Montpellier
- FC Lézignan
- RC Toulon

## Huitièmes de finale (zone sud)
27 décembre 1942
| Équipe 1           | Équipe 2           | Résultat |
| ------------------ | ------------------ | -------- |
| FC Grenoble        | SU Cavaillon       | 13-3     |
| SU Agen            | CA Brive           | 7-0      |
| US Bourg           | Stadoceste tarbais | 16-9     |
| USO Montpellier    | Section paloise    | 4-3      |
| Toulouse olympique | AS Carcassonne     | 13-3     |
| USA Perpignan      | Toulouse OEC       | 8-3      |
| RC Catalan         | Lyon OU            | 14-3     |
| AS Montferrand     | Stade toulousain   | 11-3     |

## Quarts de finale de zone
10 janvier 1943
| Zone      | Lieu     | Équipe 1           | Équipe 2           | Résultat |
| --------- | -------- | ------------------ | ------------------ | -------- |
| Zone nord | Paris    | Aviron bayonnais   | Stade français     | 9-8      |
| Zone nord | Tours    | CASG Paris         | Stade bordelais UC | 6-3      |
| Zone nord | Poitiers | US métro           | Boucau stade       | 3-0      |
| Zone nord | Bayonne  | Biarritz olympique | US Cognac          | 8-5      |
| Zone sud  | Narbonne | RC Catalan         | USO Montpellier    | 11-4     |
| Zone sud  | Pau      | SU Agen            | Toulouse olympique | 10-0     |
| Zone sud  | Lyon     | AS Montferrand     | US Bourg           | 6-0      |
| Zone sud  | Avignon  | USA Perpignan      | FC Grenoble        | 0-0*     |

- après le score nul 0-0, l'USAP est déclaré vainqueur après avoir obtenu gain de cause à la suite d'une réclamation contre Grenoble pour alignement de joueur non qualifié[1].

Grenoble, premier club français à l’issue des matchs de poules est éliminé.

## Demi-finales de zone
14 février 1943
| Zone      | Lieu             | Équipe 1         | Équipe 2           | Résultat |
| --------- | ---------------- | ---------------- | ------------------ | -------- |
| Zone nord | Bordeaux         | Aviron bayonnais | US métro           | 18-9     |
| Zone nord | Paris            | CASG Paris       | Biarritz olympique | 11-10    |
| Zone sud  | Toulon           | AS Montferrand   | RC Catalan         | 13-12    |
| Zone sud  | Clermont-Ferrand | SU Agen          | USA Perpignan      | 11-0     |

## Finales de zone

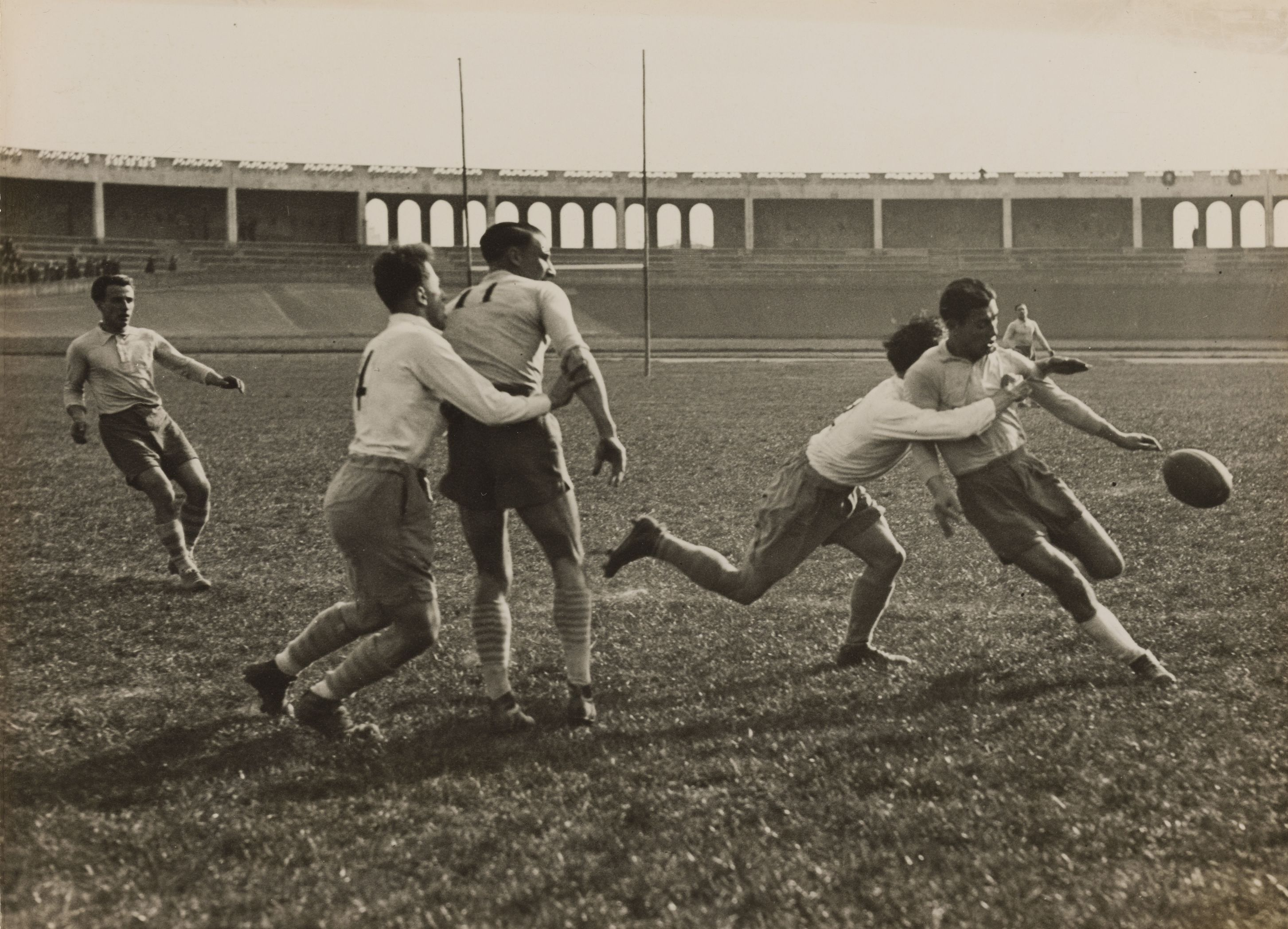
Finale du Championnat de France de rugby à XV 1942-1943.

7 mars 1943
| Zone             | Lieu     | Équipe 1         | Équipe 2       | Résultat |
| ---------------- | -------- | ---------------- | -------------- | -------- |
| Finale Zone nord | Bordeaux | Aviron bayonnais | CASG Paris     | 33-0     |
| Finale Zone sud  | Lyon     | SU Agen          | AS Montferrand | 8-3      |

## Finale
| Équipes        | Aviron bayonnais - SU Agen |
| Score          | 3-0 |
| Date           | 21 mars 1943 |
| Stade          | Parc des Princes, Paris |
| Arbitre        | Jean Rous |
| Les équipes    | |
| Bayonne        | Jean Mourguy, Ricardo Perez, Jean Casteigt, Jean Dumas, Louis Bisauta, Pierre Labèque, René Arotça, Robert Cazayrous, Jean Dubalen, David Zabaleta, Marcel Lafite, Maurice Celhay, Jean Dauger, Pierre Larre, André Alvarez                      |
| Agen           | François Inza, Jean Clavé, Jean Londaitsbéhère, Marcel Laurent, Robert Landes, Guy Basquet, Maurice Brunetaud, Jean Matheu-Cambas, André Verdier, Camille Bonnet, Georges Baladié, Charles Calbet, Franck Gaubert, Angel Grandaty, Marius Guiral |
| Points marqués | |
| Bayonne        | 1 essai de Larre |
| Agen           | |
| Vidéo          | http://www.ina.fr/video/AFE86001834/finale-du-championnat-de-france-de-rugby-aviron-bayonnais-su-agen-video.html |

Le gouvernement de Vichy ayant interdit le rugby à XIII le 19 décembre 1941, plusieurs joueurs ont rejoint des équipes de rugby à XV: Dauger, Dubalen, Arotça à Bayonne, et Guiral, Brunetaud, Londaits-Béhère à Agen.